# Hyphoraia montana
Hyphoraia montana là một loài bướm đêm thuộc phân họ Arctiinae, họ Erebidae.